# Phigalia meridionalis
Phigalia meridionalis är en fjärilsart som beskrevs av Constantini 1916. Phigalia meridionalis ingår i släktet Phigalia och familjen mätare. Inga underarter finns listade i Catalogue of Life.